# Сунь Фо
Сунь Фо или Сунь Кэ (кит. упр. 孫科, пиньинь Sūn Kē; 21 октября 1891 — 13 июля 1973) — политик Китайской Республики. Возглавлял ряд министерств. В 1932 и 1948—49 годах занимал пост премьер-министра. Известен тем, что был сыном Сунь Ятсена и его первой жены Лу Мучжэнь, что позволяло ему демонстрировать несогласие с Чан Кайши по ряду принципиальных вопросов (в частности, поддерживать союз с Коммунистической партией Китая).
В 1916 получил степень бакалавра в Калифорнийском университете в Беркли, в 1917 степень магистра в Колумбийском университете.
Во время японо-китайской войны Сунь Фо занял позицию сближения с Советским Союзом до завершения боевых действий.
В 1949, в конце гражданской войны, он уехал в Гонконг, в 1951 оттуда в Европу, а в следующем году в США. В 1965 вернулся на службу Китайской Республике на Тайване.